# Xanqərvənd
Xan Qərvənd è un comune dell'Azerbaigian situato nel distretto di Goranboy. Conta una popolazione di 3 837 abitanti.